# Ophiochaeta
Ophiochaeta is een geslacht van slangsterren uit de familie Ophiodermatidae. De wetenschappelijke naam van het geslacht werd in 1869 voorgesteld door Christian Frederik Lütken. Lütken creëerde het geslacht om daar één nieuwe soort in te plaatsen, Ophiochaeta hirsuta, die daarmee automatisch de typesoort werd. Naderhand werden nog twee andere namen aan de lijst toegevoegd: in 1878 Ophiochaeta mixta door Theodore Lyman, en precies honderd jaar later Ophiochaeta crinita, door Gustave Cherbonnier en Alain Guille. De eerste werd in 1915 door Hikoshichiro Matsumoto naar het geslacht Ophiotreta verhuisd maar wordt inmiddels als een Ophiurochaeta beschouwd, de tweede naam werd in 1996 in de synonymie van de typesoort geplaatst, waarmee het geslacht opnieuw monotypisch werd.

## Soorten
- Ophiochaeta hirsuta Lütken, 1869